# Violstensalg
Violstensalg (Trentepohlia iolitus) är en trådformig grönalg som specialiserat sig på ett liv i luften.
Den är en av tre arter av släktet Trentepohlia som förekommer i Sverige. Släktet är annars vanligt i tropikerna. De andra svenska arterna är rödfärgsalg, T. umbrina och guldfärgsalg, T. aurea.
Arterna skiljs åt på färgen, men också på det violstensalgen fått sitt namn av. Om man skrapar på algen när den är fuktig kan man känna en stark viollukt.
I vissa skogsområden kan violstensalgen förekomma så pass rikligt att den blir något av en karaktärsart för området. Vanliga färgnyanser är mörkrött och orangerött.

## Bildgalleri

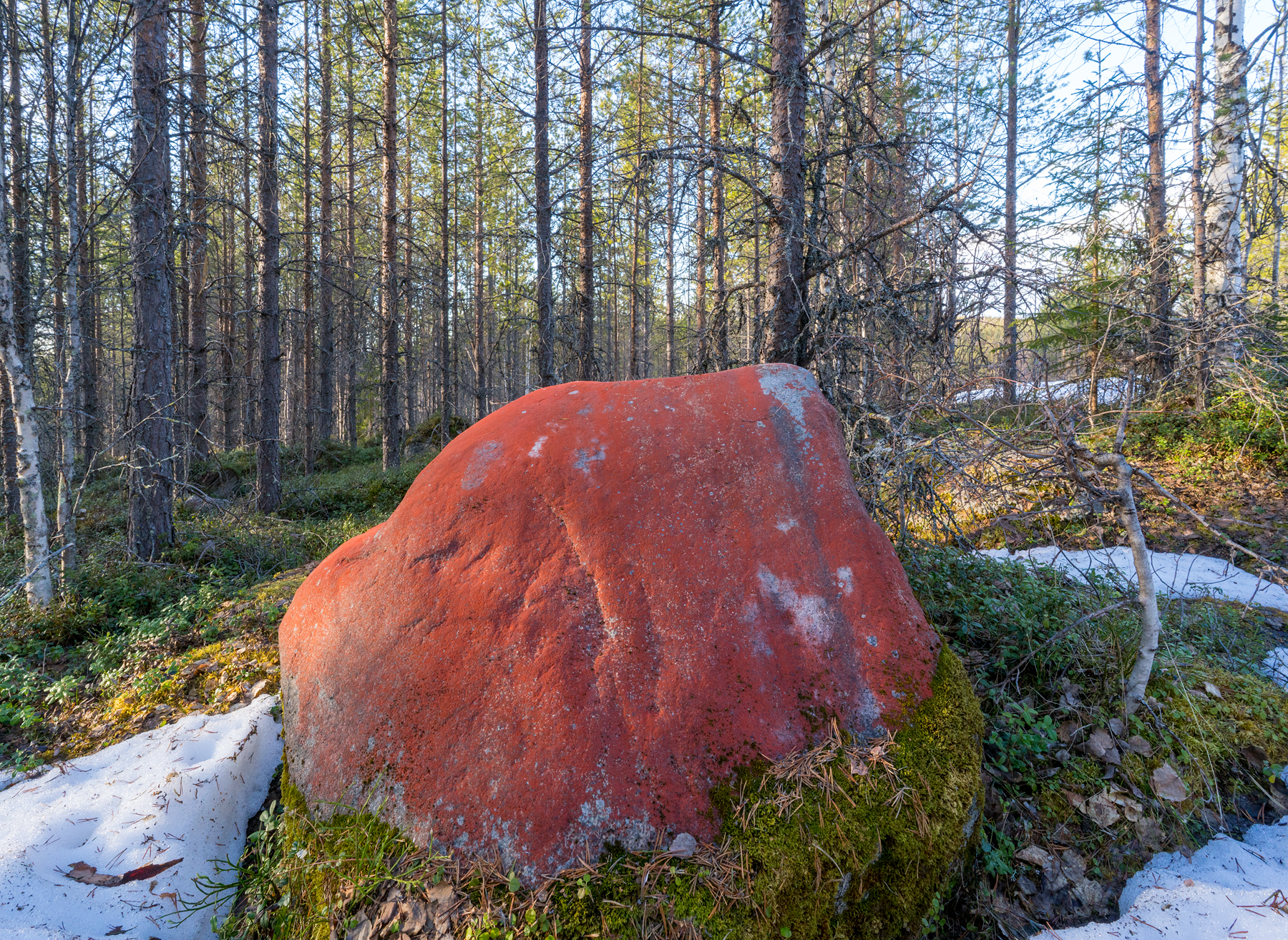
Violstensalg nära Vändåtbergets naturreservat.
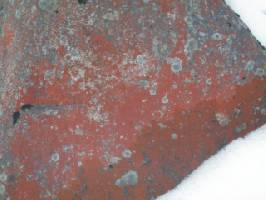
Violstensalg på en sten.